# Licata
Licata ist eine Stadt im Freien Gemeindekonsortium Agrigent in der Region Sizilien in Italien.

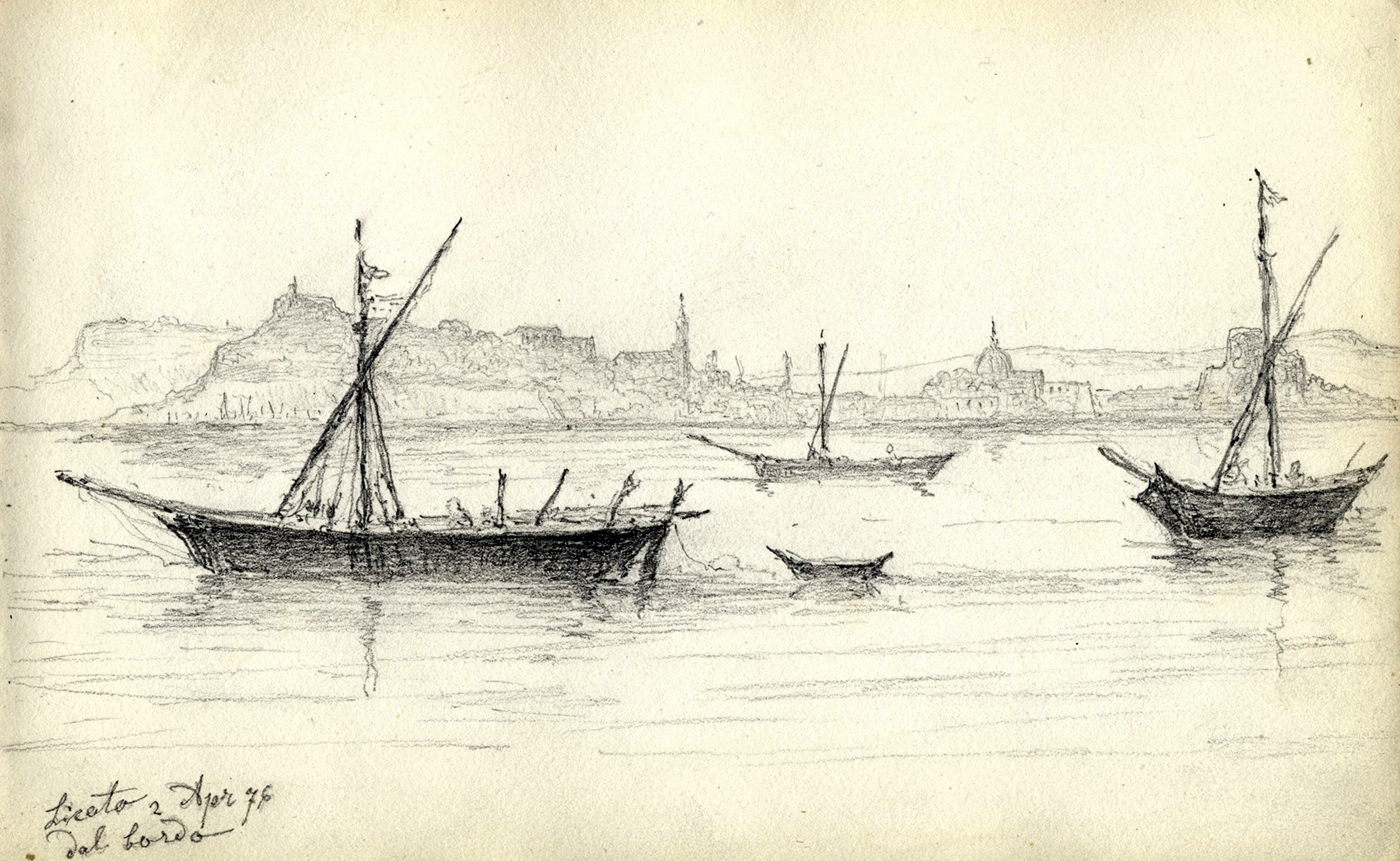
A. S. Fries. Hafen von Licata. Skizze 1876

## Lage und Daten
Licata liegt 47 Kilometer südöstlich von Agrigent an der Küste. Hier wohnen 34.290 Einwohner (Stand 31. Dezember 2023), die hauptsächlich in der Landwirtschaft und in der Fischerei arbeiten. Zusätzlich gibt es Arbeitsplätze im Dienstleistungsgewerbe, in der Gastronomie und im Tourismus.
Licata liegt an der Bahnstrecke Canicattì–Syrakus. Der Hafen von Licata ist einer der wichtigsten Exporthäfen Siziliens.
Die Nachbargemeinden sind Butera (CL), Camastra, Campobello di Licata, Naro, Palma di Montechiaro und Ravanusa.

## Geschichte
Das Gebiet der Gemeinde war schon im Paläolithikum besiedelt. Die Phönizier trieben hier schon um 1000 v. Chr. Handel. 280 v. Chr. siedelte Phintias von Akragas hier die Einwohner der damals zerstörten Stadt Gela an und gründete die nach ihm selbst benannte Stadt „Phintias“.
Unter den Römern wurde in Licata ein Hafen gebaut, der die Stadt zu einem wichtigen Handelszentrum und Umschlagplatz für Weizen machte. 827 wurde sie von den Arabern erobert, 1086 von den Normannen. Der heutige Name der Stadt geht auf das griechische Halykada zurück, die „auf Salz gebaute Stadt“ nach dem salzhaltigen Fluss Salso, der bei Licata ins Mittelmeer mündet. Der Name erscheint erstmals im 11. Jahrhundert als Lecatam in einer Urkunde Rogers I. von Sizilien. In einem anderen Dokument aus dem gleichen Jahr wird die Stadt Limpiadum genannt.
Licata wurde 1553 von türkischen Piraten geplündert, erholte sich wieder und wurde in Richtung Nordwesten ausgebaut. 1943 landeten die amerikanischen Truppen fünf Kilometer westlich von Licata.

## Bauwerke
Obwohl Licata heute vorwiegend eine Hafen- und Handelsstadt ist, bietet die Stadt einige Sehenswürdigkeiten.

### Im Ort
- Die Kirche San Francesco und das Franziskanerkloster wurden im 16. Jahrhundert erbaut.
- Die Kirche San Domenico stammt aus dem 17. Jahrhundert. Im Inneren befindet sich ein Gemälde von Filippo Paladini.
- Die spätbarocke Chiesa di Sant´Angelo mit dem Karmeliterkloster stammt aus dem 18. Jahrhundert und wurde nach einem Entwurf von Giovanni Biagio Amico errichtet. Hier befinden sich die Reliquien des heiligen Angelus.
- Der Stadtpalast im Jugendstil liegt an der Piazza Progresso und ist ein Werk von Ernesto Basile.
- Im Archäologischen Museum in der ehemaligen Zisterzienserinnenabtei Licata sind Funde aus dem Stadtgebiet aus der griechischen Zeit, aus dem Mittelalter und aus dem 17. und 18. Jahrhundert ausgestellt.
- Der Leuchtturm (faro San Giacomo) gehört aufgrund seiner Höhe von 40 Metern zu den höchsten Europas. Sein Licht ist bis zu einer Entfernung von 21 Seemeilen sichtbar. Es ist zeitweise möglich, ihn zu besichtigen.

### Außerhalb des Ortes
- Auf dem Gipfel des Sant’ Angelo-Hügels liegt ein Kastell mit einem Turm aus dem 17. Jahrhundert. Unterhalb des Kastells liegt die Kirche Santa Maria La Vetere.
- Die Ausgrabungen auf dem Sant’ Angelo-Hügel sind zu besichtigen, gefunden wurden Spuren von Siedlungen und Gräbern.
- Das Castello di Falconara liegt zwischen Gela und Licata direkt an der Küste, siehe Butera.

## Städtepartnerschaften
Mit Reinheim, einer Stadt im hessischen Landkreis Darmstadt-Dieburg in Hessen, mit Fürstenwalde/Spree, einer Stadt im brandenburgischen Landkreis Oder-Spree, und mit Cestas in Frankreich bestehen Städtepartnerschaften.

## Söhne und Töchter der Stadt
- Angelo Italia (1628–1700), Barockarchitekt
- Vincenzo Antonio Gibaldi (1903–1936),  italo-amerikanischer Mobster
- Rosa Balistreri (1927–1990), Volkssängerin
- Pietro Grasso (* 1945), Jurist und Politiker
- Lara Cardella (* 1969), Schriftstellerin

## Belege
1. ↑  Bilancio demografico e popolazione residente per sesso al 31 dicembre 2023. ISTAT. (Bevölkerungsstatistiken des Istituto Nazionale di Statistica, Stand 31. Dezember 2023).
2. ↑  Diodor 22,4,5; 24,1. Konrat Ziegler: Phintias 1. In: Paulys Realencyclopädie der classischen Altertumswissenschaft (RE). Band XX,1, Stuttgart 1941, Sp. 248 f. (Digitalisat).
3. ↑  Luigi Milanesi: Dizionario Etimologico della Lingua Siciliana. Mnamon, Mailand 2015, ISBN 978-88-6949-056-9, S. o. S. (google.at [abgerufen am 31. März 2020]).